# Оверпелт
Оверпелт (на нидерландски: Overpelt) е селище в Североизточна Белгия, окръг Маасейк на провинция Лимбург. Намира се на 30 km северозападно от град Маасейк. Населението му е около 13 400 души (2006).